# Melchiorre Delfico
(Keppel Richard Craven, Excursions in the Abruzzi and Northern Provinces of Naples, 2 volumi, Londra, 1837.)
Melchiorre Dèlfico (Montorio al Vomano, 1º agosto 1744 – Teramo, 22 giugno 1835) è stato un filosofo, economista, numismatico e politico italiano con cittadinanza sammarinese.

## Biografia
Nacque nel castello feudale di Leognano, in provincia di Teramo, da Berardo Delfico (Teramo, 7 febbraio 1704 – Teramo, 4 dicembre 1774, figlio di Giuseppe Berardino Delfico e di donna Caterina Rozzi) e da Margherita Civico (figlia del "magnifico" Giovanni Battista Civico e della teramana Sulcinia Maria Michitelli, nata a Leognano, oggi frazione di Montorio al Vomano, allora facente parte dell'odierno Comune di Tossicia, il 26 ottobre 1713, che il 29 settembre 1738 sposò a Teramo, nella chiesa di San Salvatore, Berardo Delfico). Da loro nacquero sei figli: Giovanni Berardino, Maria Elisabetta, Giovanni, Giovanni Filippo, Melchiorre e Giovanni Domenico. Margherita morì a Teramo il 13 giugno 1747 e venne seppellita nella chiesa di San Carlo). Le origini della famiglia Delfico risalivano almeno al secolo XVI quando Pir (o Pyr) Giovanni di Ser Marco, generalmente riconosciuto come il capostipite della famiglia, cambiò il proprio cognome in Delfico e adottò il motto eat in posteros Delphica Laurus; secondo alcuni, e tra questi Luigi Savorini, il cognome originario era "de Civitella". Secondo altri, il cognome della famiglia era Del Fico e resto’ tale fino alla fine del Seicento e questo spiegherebbe l’origine dello stemma dell’albero, in un tentativo di nobilizzazione riprendendo l’antico stemma dell’albero dei Melatino, che poi venne adattato al Lauro, quando fu fissato il cognome in Delfico, una volta che la famiglia giunse a Teramo.   
All'interno della sua famiglia va individuato come Melchiorre III, per distinguerlo da Melchiorre I (m. 1689) e Melchiorre II (1694-1738), che fu vescovo di Muro Lucano, in Basilicata.

### Gli anni della formazione

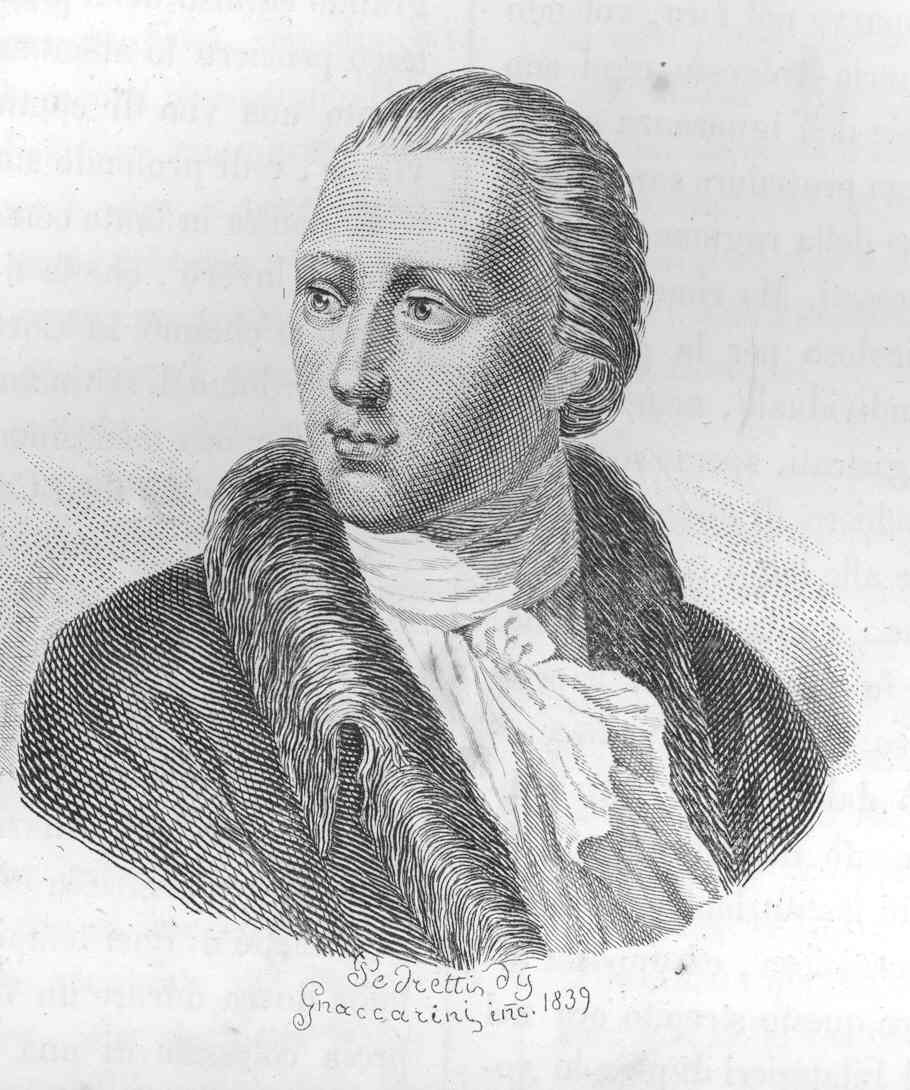
Il giurista e filosofo Gaetano Filangeri

Rimasto ben presto orfano di madre, fu dapprima affidato ad ecclesiastici ed in seguito inviato a Napoli, assieme ai fratelli Gianfilippo e Giamberardino, per il completamento degli studi. Nella capitale del regno ebbe maestri insigni quali Antonio Genovesi per le materie filosofiche per l'economia, Gennaro Rossi per le materie letterarie, Pietro Ferrigno per il diritto e Alessio Simmaco Mazzocchi per l'archeologia.
Nella città partenopea si laureò in utroque iure sotto la direzione di Gaetano Filangieri e redasse subito diverse memorie per il governo. Aveva già indossato l'abito ecclesiastico, ma se ne spogliò subito per motivi di salute.
Nella prima parte della vita si dedicò in particolare allo studio della giurisprudenza e dell'economia politica, scrivendo numerosi trattati che spingevano verso l’apertura di una stagione di riforme economiche che esercitarono un grande influsso nel miglioramento della gestione dei fondi agricoli. Sono note le sue battaglie contro gli stucchi e contro le colture del riso in Abruzzo, le quali non sempre furono accolte benevolmente dai contadini e dai pastori.

### Il rientro a Teramo
Con il ritorno in patria di Melchiorre Delfico e dei suoi fratelli Gianfilippo e Gianberardino ha inizio un periodo fondamentale per la storia della città e dell'intero regno di Napoli.
Intorno a loro si riunisce un importante gruppo di intellettuali che crea le premesse per un profondo rinnovamento sociale, politico ed economico del territorio in cui agiscono. Tra questi troviamo scienziati, letterati, agronomi, imprenditori: Michelangelo Cicconi, Vincenzo Comi, Fulgenzio Lattanzi, Gianfrancesco Nardi sr, Berardo Quartapelle, Alessio Tulli, Antonio Nolli come pure Orazio Delfico, il figlio di Giamberardino, che fu allievo di Volta e Spallanzani, e l'altro nipote, Eugenio Michitelli, che fu architetto noto in tutto l'Abruzzo.
Parallelamente agli inizi degli anni '80 del 1700 si appassionò al collezionismo, in particolare di libri antichi e monete di epoca romana e preromana.

### L'impegno politico

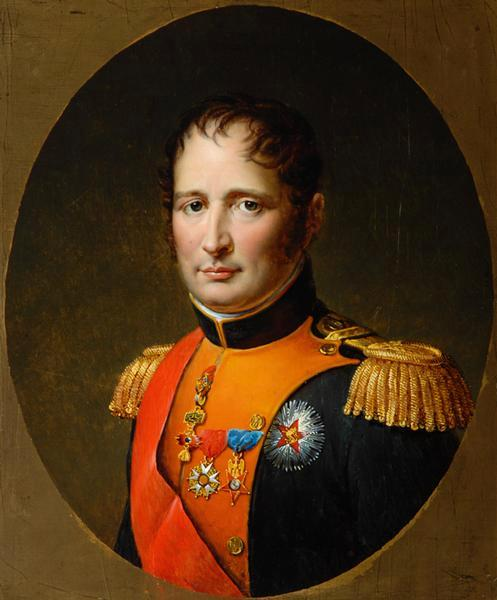
Giuseppe Bonaparte, re di Napoli dal 1806 al 1808

Nel 1799 fu nominato presidente del Consiglio Supremo di Pescara e poco dopo membro del governo provvisorio della Repubblica Partenopea.
Caduta la Repubblica Partenopea andò in esilio per sette anni nella Repubblica di San Marino che nel 1802 gli riconobbe la cittadinanza. Melchiorre Delfico scrisse il libro Memorie storiche della Repubblica di San Marino, prima storia organica dell'antica repubblica. Nel 1935 la Repubblica del Titano ha emesso una serie di 12 francobolli e nel 2006 ha coniato una moneta d'argento dal valore nominale di 5 euro per commemorare il filosofo abruzzese e ricordarne la permanenza sul proprio territorio.
Sotto Giuseppe Bonaparte, nominato re di Napoli, Delfico entrò a far parte del Consiglio di Stato, nel 1806, ricoprendo varie cariche ministeriali.
Restaurato il governo borbonico nel 1815 Delfico fu nominato presidente della commissione degli archivi e successivamente Presidente della Reale Accademia delle Scienze.
Nel 1820 venne eletto deputato al Parlamento napoletano e fu chiamato alla presidenza della Giunta provvisoria di governo. Ebbe in questo periodo l'incarico di tradurre il testo della Costituzione spagnola del 1812. 
Dal 1823 si stabilì definitivamente a Teramo, dove morì nel 1835.
La famiglia di Melchiorre Delfico si estingue con Marina, sua pronipote, sposata al conte Gregorio De Filippis di Longano, napoletano, imparentato con i Filangeri di Candida dando origine all'attuale famiglia dei conti De Filippis marchesi Delfico (vedi la voce De Filippis Delfico).

## Pensiero

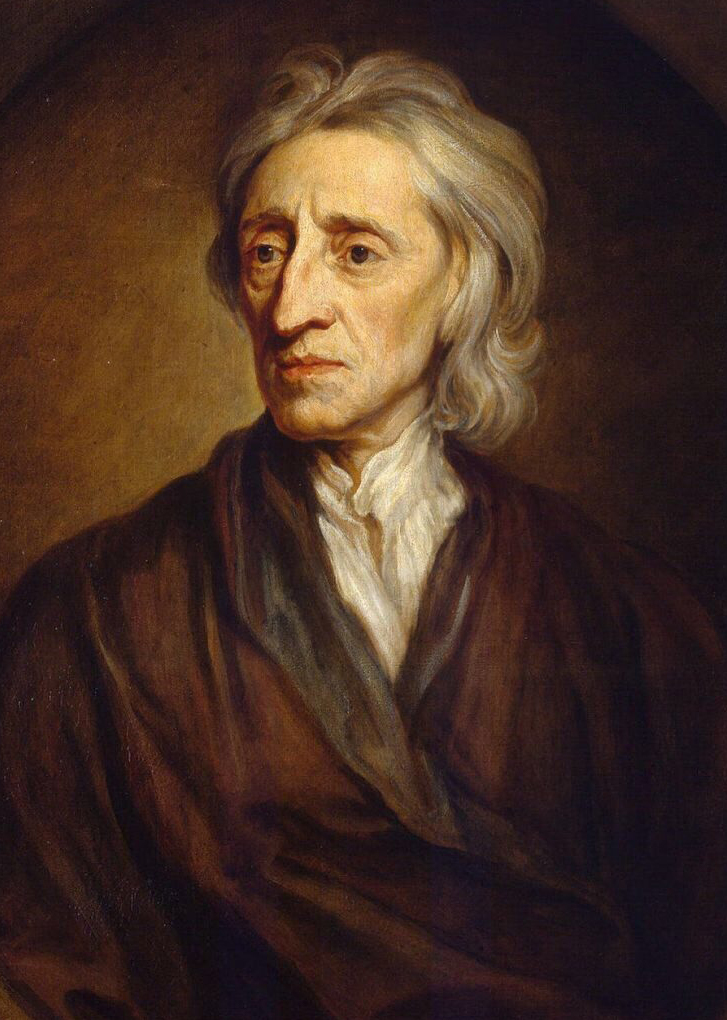
John Locke, filosofo e fisico britannico

Il pensiero dello studioso teramano si forgiò nel fermento culturale del Secolo dei Lumi e del diritto naturale, le cui idee giusnaturalistiche furono compiutamente esposte da un lato nell'opera di John Locke, dall'altro in quella di Jean-Jacques Rousseau, nelle quali i principi del diritto naturale erano rappresentati dalle idee di libertà e di eguaglianza di tutti gli uomini.

I fermenti culturali del periodo assunsero una valenza rivoluzionaria e contribuirono all'abbattimento di una struttura sociale logora ed invecchiata, che si reggeva ancora ai capricci bizantini dell'autorità invadente.
Proprio tali tesi giusnaturalistiche furono gli strumenti a cui si richiamò l'opera del Delfico, permeata dall'anticurialismo, dalla compressione della feudalità, dall'antifiscalismo e soprattutto dall'abbattimento del monopolio forense, ritenuto il baluardo principale del regime.

Ciò che caratterizza la visione politica del Dèlfico è una nuova concezione dello Stato, non più ispirato al predominio politico e svincolato dalle regole della morale corrente.
Come politico e come giurista, il Dèlfico fu eminentemente pratico, così da poter essere ricordato come uno dei più illuminati riformatori del suo tempo.

## Intitolazioni

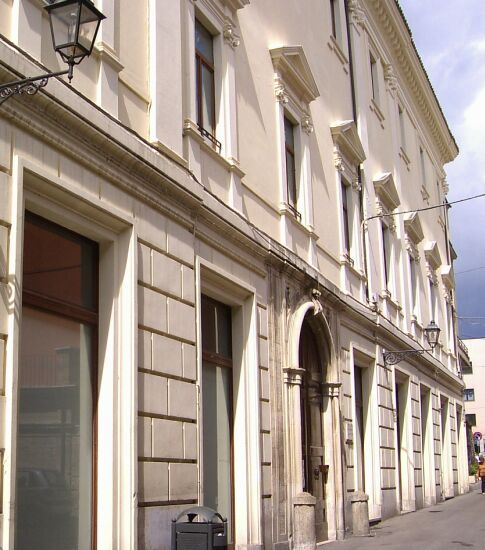
Palazzo Delfico, sede della biblioteca provinciale di Teramo, dedicata a Melchiorre Delfico

Al nome di Melchiorre Delfico sono intitolati a Teramo il Convitto nazionale,  il Liceo Classico e la Biblioteca provinciale che dal 3 aprile del 2004 ha la propria sede nel settecentesco palazzo Delfico.
Numerosi i comuni che hanno intitolato strade all'illuminista abruzzese; oltre a Teramo, sua patria, e alla frazione di San Nicolò (nello stesso comune teramano), si segnalano Martinsicuro, Sant'Egidio alla Vibrata, Penna Sant'Andrea e Roseto degli Abruzzi in provincia di Teramo; Montesilvano, Pescara e Milano.

## Massoneria

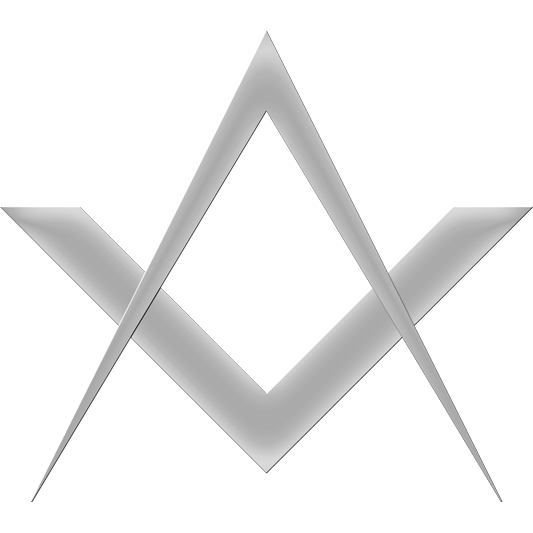
Squadra e compasso, simboli della Massoneria

È noto che esistono Logge massoniche intestate a Melchiorre Delfico, ma ci si chiedeva se lui stesso fosse stato massone.
Questo interrogativo è stato posto da parecchi storici ma non esisteva una risposta documentale. Esistono invece molte prove indiziarie relative alla sua appartenenza alla Massoneria, per le quali rimandiamo all'appendice del volume di Franco Eugeni, Carlo Forti (1766-1845), allievo di N. Fergola, ingegnere sul campo, citato in bibliografia. I principali indizi si possono così riassumere:
I maestri ed amici napoletani del Delfico come Antonio Genovesi, Mario Pagano, Gaetano Filangeri, furono tutti noti massoni;
In un diario del curato Crocetti di Mosciano appaiono notizie di una Loggia massonica esistente a Teramo dal 1775; 
Il Delfico, assieme all'abate Berardo Quartapelle, subisce, alla fine del settecento, due processi per miscredenza;
Delfico promuove un movimento culturale detto '’La Rinascenza'’ di chiaro stampo illuminista;
Nella rinascenza militano tutti i cervelli illuministi del tempo: i Tulli, i Quartapelle, Vincenzo Comi, Francesco Pradowski ed altri; 
La poesia di Pradowski sembra proprio la descrizione di una Loggia; 
Manda il nipote Orazio Delfico, futuro Gran Maestro della Carboneria teramana, a studiare a Pavia da Lazzaro Spallanzani, Alessandro Volta e Lorenzo Mascheroni, tre noti massoni del tempo.
Nel 2006, lo storico Nico Perrone, pubblicando un libro basato sulla corrispondenza del massone danese Friederich Münter con noti massoni napoletani lo dà come sicuramente massone, anche se "il suo nome non s'incontra nelle logge razionaliste".

## Opere principali

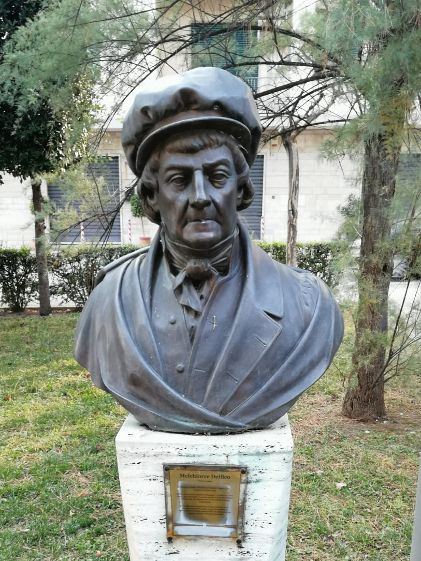
Busto di Melchiorre Delfico ai giardini "Carino Gambacorta" di Teramo

- Saggio filosofico sul matrimonio, s.n.tip. ma Teramo, Consorti e Felcini, (1774), (non firmato), ora in Opere complete, III, pp. 83–146;
- Memoria sul Tribunal della Grascia e sulle leggi economiche nelle provincie confinanti del regno, Napoli, presso Giuseppe Maria Porcelli, (1785), ora in Opere complete, III, pp. 265–326;
- Riflessioni su la vendita de' Feudi, Napoli, presso Giuseppe Maria Porcelli, (1790), ora in Opere complete, III, pp. 401–434;
- Ricerche sul vero carattere della giurisprudenza Romana e de' suoi cultori, Napoli, presso Giuseppe Maria Porcelli, (1791), e successive edizioni, Firenze, 1796, Napoli, 1815, ora in Opere complete, III, pp. 91–238;
- Pensieri sulla Istoria e su l'incertezza ed inutilità della medesima, Forlì, dai torchi dipartimentali Roveri, (1806), e successive edizioni 1808, 1809, 1814, ora in Opere complete, II, pp. 7–180;
- Nuove ricerche sul bello, Napoli, presso Agnello Nobile, 1818, ora in Opere complete, II, pp. 183–296;
- Della antica numismatica della città di Atri nel Piceno con un discorso preliminare su le origini italiche, Teramo, Angeletti, 1824; nuova edizione 1826 e ristampa anastatica Teramo, Edigrafital, 1996;
- Opere complete, nuova edizione curata da Giacinto Pannella e Luigi Savorini, 4 voll., Teramo, Giovanni Fabbri editore, 1901-1904; leggi il sommario dei quattro volumi;[4]
- Carlo Forti (1766-1845), allievo di N. Fergola, ingegnere sul campo a cura di Franco Eugeni.

## Opere inedite, archivio e carteggi
Le carte del filosofo e quanto resta dell'archivio di famiglia sono frazionate in numerose collezioni pubbliche e private.
Le raccolte più cospicue sono conservate a Teramo presso il locale Archivio di Stato e presso la Biblioteca provinciale Melchiorre Dèlfico di Teramo. Numerose carte sono conservate anche presso la Biblioteca e l'Archivio governativi della Repubblica di San Marino.